# Theridula nigerrima
Theridula nigerrima là một loài nhện trong họ Theridiidae.
Loài này thuộc chi Theridula. Theridula nigerrima được Alexander Petrunkevitch miêu tả năm 1911.